# La Joyosa
La Joyosa – gmina w Hiszpanii, w prowincji Saragossa, w Aragonii, o powierzchni 6,52 km². W 2011 roku gmina liczyła 936 mieszkańców.